# Calle Halfvarsson
Carl-Christian (Calle) Halfvarsson, född 17 mars 1989 i Stora Kopparbergs församling i Falun, är en svensk längdskidåkare som har tävlat i världscupsammanhang sedan 2009.

## Junior-VM
Halfvarsson har deltagit i två junior-VM, 2008 och 2009. Det första junior-VM-loppet han deltog i, sprinten i februari 2008, vann han före svensken Jesper Modin. Sedan har han som bäst en femteplats, också det i sprint.

## Världscupen
Halfvarsson debuterade i världscupen vid tävlingarna i Falun den 23 mars 2009, men det var först under den följande säsongen, 2009/2010, som han deltog i flera världscuplopp.
Halfvarsson kom fyra i världscupsäsongen 2011/2012:s premiärlopp över 15 km fristil i norska Sjusjøen, hans klart bästa resultat dittills. I stafettsammanhang har han som bäst en andraplats från lagsprinten i fristil i Milano i Italien där han tävlade tillsammans med Teodor Peterson.
Calle Halfvarsson stod för en skräll för många när han slutade på 14:e plats i Tour de Ski 2012/2013. Hans bästa etappresultat under touren var en femteplats på sprinten i Val Müstair. 
Under Tour de Ski 2013/2014 vann han en etapp, fristilssprinten den 29 december 2013 i Oberhof. Efter två tävlingar i touren låg Halfvarsson sammanlagt tvåa.
Under Tour de Ski 2015 slutade Calle Halfvarsson trea. Bästa resultat var två andraplatser i etapp 1, 4,4km fristil, och etapp 5, 25km fristil.

## VM
VM 2013 i Val di Fiemme var Halfvarssons första världsmästerskap. I de två första loppen, sprinten och skiathlonen, slutade han sjua. Han gjorde åter ett stabilt lopp på 15 km fristil där han kom sexa. Några dagar senare, i stafetten över 4x10 km, slutade han tvåa tillsammans med Daniel Richardsson, Marcus Hellner och Johan Olsson.
Vid VM i Lahtis 2017 slutade Halfvarsson på 20:e plats i skiathlonen och på 15 km klassisk stil blev han tia. I stafetten över 4x10 km körde Halfvarsson den avslutande sträckan och slutade trea tillsammans med Daniel Richardsson, Johan Olsson och Marcus Hellner 

## Resultat

### Pallplatser i världscupen

#### Individuella pallplatser
Halfvarsson har 18 individuella pallplatser i världscupen: tre segrar, sex andraplatser och nio tredjeplatser.
| Säsong  | Datum             | Plats            | Disciplin                   | Placering |
| ------- | ----------------- | ---------------- | --------------------------- | --------- |
| 2013/14 | 29 december 2013  | Oberhof          | Sprint (F)                  | 1:a       |
| 2013/14 | 14 mars 2014      | Falun            | Sprint (K)                  | 3:a       |
| 2014/15 | 4 januari 2015    | Oberstdorf       | 15 km jaktstart (K)         | 3:a       |
| 2014/15 | 8 januari 2015    | Toblach          | 25 km jaktstart (F)         | 2:a       |
| 2014/15 | 3–11 januari 2015 | Tour de Ski      | Slutresultat                | 3:a       |
| 2016/17 | 26 november 2016  | Ruka             | Sprint (K)                  | 2:a       |
| 2016/17 | 2 december 2016   | Lillehammer      | Sprint (K)                  | 1:a       |
| 2016/17 | 3 december 2016   | Lillehammer      | 10 km individuell start (F) | 1:a       |
| 2016/17 | 29 januari 2017   | Falun            | 30 km masstart (K)          | 3:a       |
| 2017/18 | 24 november 2017  | Ruka             | Sprint (K)                  | 3:a       |
| 2017/18 | 21 januari 2018   | Planica          | 15 km individuell start (K) | 3:a       |
| 2017/18 | 27 januari 2018   | Seefeld in Tirol | Sprint (F)                  | 3:a       |
| 2017/18 | 17 mars 2018      | Falun            | 15 km masstart (K)          | 2:a       |
| 2018/19 | 25 november 2018  | Ruka             | 15 km individuell start (K) | 3:a       |
| 2021/22 | 12 mars 2022      | Falun            | 15 km individuell start (F) | 2:a       |
| 2022/23 | 9 december 2022   | Beitostølen      | Sprint (K)                  | 3:a       |
| 2022/23 | 6 januari 2023    | Val di Fiemme    | Sprint (K)                  | 2:a       |
| 2022/23 | 25 mars 2023      | Lahti            | Sprint (K)                  | 2:a       |

#### Pallplatser i lag
I lag har Halfvarsson tio pallplatser i världscupen: två vinster, fem andraplatser och tre tredjeplater.
| Säsong  | Datum            | Plats                | Disciplin                | Placering | Lagkamrat(er)                  |
| ------- | ---------------- | -------------------- | ------------------------ | --------- | ------------------------------ |
| 2011/12 | 20 november 2011 | Sjusjøen, Norge      | 4 x 10 km stafett        | 3:a       | Hellner / Rickardsson / Olsson |
| 2011/12 | 15 januari 2012  | Milano, Italien      | 6 x 1,4 km lagsprint (F) | 2:a       | Peterson                       |
| 2012/13 | 20 januari 2013  | La Clusaz, Frankrike | 4 x 7,5 km stafett       | 2:a       | Rickardsson / Olsson / Hellner |
| 2016/17 | 21 januari 2017  | Ulricehamn, Sverige  | 4 x 7,5 km stafett       | 2:a       | Rickardsson / Olsson / Hellner |
| 2021/22 | 13 mars 2022     | Falun, Sverige       | Mixad sprintstafett      | 1:a       | Jonna Sundling                 |
| 2022/23 | 11 december 2022 | Beitostølen          | 4 x 5 km mixedstafett    | 3:a       | Dahlqvist / Poromaa / Karlsson |
| 2022/23 | 5 februari 2023  | Toblach              | 4 x 7,5 km stafett       | 2:a       | Rosjö / Häggström / Anger      |
| 2022/23 | 19 mars 2023     | Falun                | 4 x 5 km mixedstafett    | 1:a       | Ilar / Anger / Sundling        |
| 2023/24 | 3 december 2023  | Gällivare            | 4 x 7,5 km stafett       | 2:a       | Häggström / Johansson / Anger  |
| 2024/25 | 31 januari 2025  | Cogne                | Sprintstafett (K)        | 3:a       | Oskar Svensson                 |

### Övriga meriter
- VM-silver i stafett 2013
- VM-silver  i stafett 2015
- VM-brons i stafett 2017
- JVM-guld i sprint 2008
- 3 SM-Guld